# Taqfwaj
Taqfwaj (o Tac-iuai) es un personaje que aparece en las tradiciones de los indios Matacos, del norte de Argentina. Especie de duendecillo, a veces astuto, otras perfectamente tonto, los relatos de sus peripecias tienen a menudo la poesía de lo natural y otras simplemente poesía.